# Europapokal der Pokalsieger 1971/72
Der Europapokal der Pokalsieger 1971/72 war die 12. Ausspielung des Wettbewerbs der europäischen Fußball-Pokalsieger. 34 Klubmannschaften aus 33 Ländern nahmen teil, darunter Titelverteidiger FC Chelsea, 25 nationale Pokalsieger und 8 unterlegene Pokalfinalisten (BFC Dynamo, FC Liverpool, Komlói Bányász, Sparta Rotterdam, Lyn Oslo, Glasgow Rangers, Škoda Pilsen und Zagłębie Sosnowiec).
Aus Deutschland waren DFB-Pokalsieger FC Bayern München, aus der DDR FDGB-Pokalfinalist BFC Dynamo, aus Österreich ÖFB-Cupsieger FK Austria Wien und aus der Schweiz Servette Genf am Start.
Torschützenkönig wurde mit 8 Toren Peter Osgood vom FC Chelsea.

## Modus
Die Teilnehmer spielten wie gehabt im reinen Pokalmodus mit Hin- und Rückspielen den Sieger aus. Gab es nach beiden Partien Torgleichstand, entschied die Anzahl der auswärts erzielten Tore (Auswärtstorregel). War auch deren Anzahl gleich fand im Rückspiel eine Verlängerung statt, in der auch die Auswärtstorregel galt.  Herrschte nach Ende der Verlängerung immer noch Gleichstand, wurde ein Elfmeterschießen durchgeführt. Das Finale wurde in einem Spiel auf neutralem Platz entschieden. Bei unentschiedenem Spielstand nach Verlängerung wäre der Sieger erstmals auch im Finale in einem Elfmeterschießen ermittelt worden.

## Vorrunde
Die Hinspiele fanden am 18./28. August, die Rückspiele am 28. August/1. September 1971 statt.
|                  | Gesamt    |                          | Hinspiel | Rückspiel |
| ---------------- | --------- | ------------------------ | -------- | --------- |
| Boldklubben 1909 | (a)4:4(a) | FK Austria Wien          | 4:2      | 0:2       |
| Fram Reykjavík   | 12:3 1    | Hibernians Football Club | 0:3      | 2:0       |

## 1. Runde
Die Hinspiele fanden vom 14. bis 16. September, die Rückspiele am 29./30. September 1971 statt.
|                          | Gesamt          |                     | Hinspiel | Rückspiel |
| ------------------------ | --------------- | ------------------- | -------- | --------- |
| Hibernians Football Club | 0:1             | Steaua Bukarest     | 0:0      | 0:1       |
| Olympiakos Piräus        | 2:3             | Dynamo Moskau       | 0:2      | 2:1       |
| Stade Rennes             | 1:2             | Glasgow Rangers     | 1:1      | 0:1       |
| Zagłębie Sosnowiec       | 4:5             | Åtvidabergs FF      | 3:4      | 1:1       |
| Komlói Bányász           | 4:8             | Roter Stern Belgrad | 2:7      | 2:1       |
| KS Dinamo Tirana         | 1:2             | FK Austria Wien     | 1:1      | 0:1       |
| Škoda Pilsen             | 1:7             | FC Bayern München   | 0:1      | 1:6       |
| Lisburn Distillery       | 1:7             | CF Barcelona        | 1:3      | 0:4       |
| BFC Dynamo               | 2:2 (5:4 i. E.) | Cardiff City        | 1:1      | 1:1 n. V. |
| Limerick FC              | 0:5             | AC Turin            | 0:1      | 0:4       |
| Servette Genf            | 2:3             | FC Liverpool        | 2:1      | 0:2       |
| Jeunesse Hautcharage     | 00:21           | FC Chelsea          | 0:8      | 00:13     |
| Sporting Lissabon        | 7:0             | Lyn Oslo            | 4:0      | 3:0       |
| Mikkelin Palloilijat     | 0:4             | Eskişehirspor       | 0:0      | 0:4       |
| DFS Lewski-Spartak Sofia | 1:3             | Sparta Rotterdam    | 1:1      | 0:2       |
| Anorthosis Famagusta     | 0:8             | K.Beerschot VAC     | 0:7      | 0:1       |

## 2. Runde
Die Hinspiele fanden am 20. Oktober, die Rückspiele am 3. November 1971 statt.
|                  | Gesamt    |                     | Hinspiel | Rückspiel |
| ---------------- | --------- | ------------------- | -------- | --------- |
| FC Liverpool     | 1:3       | FC Bayern München   | 0:0      | 1:3       |
| AC Turin         | 1:0       | FK Austria Wien     | 1:0      | 0:0       |
| CF Barcelona     | 1:3       | Steaua Bukarest     | 0:1      | 1:2       |
| Sparta Rotterdam | 2:3       | Roter Stern Belgrad | 1:1      | 1:2       |
| Åtvidabergs FF   | (a)1:1(a) | FC Chelsea          | 0:0      | 1:1       |
| K. Beerschot VAC | 2:6       | BFC Dynamo          | 1:3      | 1:3       |
| Glasgow Rangers  | (a)6:6 1  | Sporting Lissabon   | 3:2      | 3:4 n. V. |
| Eskişehirspor    | 0:2       | Dynamo Moskau       | 0:1      | 0:1       |

## Viertelfinale
Die Hinspiele fanden am 8. März, die Rückspiele am 22. März 1972 statt.
|                     | Gesamt    |                   | Hinspiel | Rückspiel |
| ------------------- | --------- | ----------------- | -------- | --------- |
| AC Turin            | 1:2       | Glasgow Rangers   | 1:1      | 0:1       |
| Åtvidabergs FF      | 2:4       | BFC Dynamo        | 0:2      | 2:2       |
| Steaua Bukarest     | (a)1:1(a) | FC Bayern München | 1:1      | 0:0       |
| Roter Stern Belgrad | 2:3       | Dynamo Moskau     | 1:2      | 1:1       |

## Halbfinale
Die Hinspiele fanden am 5. April, die Rückspiele am 19. April 1972 statt.
|                   | Gesamt          |                 | Hinspiel | Rückspiel |
| ----------------- | --------------- | --------------- | -------- | --------- |
| FC Bayern München | 1:3             | Glasgow Rangers | 1:1      | 0:2       |
| BFC Dynamo        | 2:2 (1:4 i. E.) | Dynamo Moskau   | 1:1      | 1:1 n. V. |

## Finale
Nachdem Glasgow Rangers fünf Jahre zuvor noch im Endspiel gescheitert war, holten sich die Schotten in dieser Saison nach dem Finalsieg in Barcelona über Dynamo Moskau den Titel. Maßgeblichen Anteil daran hatten die schottischen Nationalspieler John Greig, Willie Johnston und Torjäger Colin Stein.
| Glasgow Rangers                                         | Glasgow Rangers | Dynamo Moskau | Dynamo Moskau |
| ------------------------------------------------------- | --- | --- | ------------- |
| Glasgow Rangers                                         | \| 24. Mai 1972 in Barcelona (Camp Nou) \| \| Ergebnis: 3:2 (2:0) \| \| Zuschauer: 24.701 \| \| Schiedsrichter: José María Ortiz de Mendíbil ( Spanien) \|                                   | \| 24. Mai 1972 in Barcelona (Camp Nou) \| \| Ergebnis: 3:2 (2:0) \| \| Zuschauer: 24.701 \| \| Schiedsrichter: José María Ortiz de Mendíbil ( Spanien) \| | Dynamo Moskau |
| Glasgow Rangers                                         | Peter McCloy, Sandy Jardine, John Greig , Derek Johnstone, Willie Mathieson, Dave Smith, Alfred Conn, Alex MacDonald, Tommy McLean, Colin Stein, Willie Johnston Cheftrainer: Willie Waddell | Wolodymyr Pilhuj, Wladimir Basalew, József Szabó , Waleri Sykow, Wladimir Dolbonosow (69. Michail Gerschkowitsch), Jewgeni Schukow, Oleg Dolmatow, Alexander Machowikow, Anatoli Baidatschny, Andrei Jakubik (56. Wladimir Estrekow), Gennadi Jewrjuschichin Cheftrainer: Konstantin Beskow | Dynamo Moskau |
| Glasgow Rangers                                         | 1:0 Colin Stein (23.) 2:0 Willie Johnston (40.) 3:0 Willie Johnston (49.) | 3:1 Wladimir Estrekow (60.) 3:2 Alexandr Machowikow (87.) | Dynamo Moskau |
| 24. Mai 1972 in Barcelona (Camp Nou)                    | | |               |
| Ergebnis: 3:2 (2:0)                                     | | |               |
| Zuschauer: 24.701                                       | | |               |
| Schiedsrichter: José María Ortiz de Mendíbil ( Spanien) | | |               |